# N. Katherine Hayles
N. Katherine Hayles, född 16 december 1943 i Saint Louis, Missouri, är en amerikansk postmodernistisk litteraturvetare, professor vid Duke University.
Hayles har examina i både kemi och litteraturvetenskap. Utöver Duke University har hon undervisat vid UCLA, University of Iowa, University of Missouri–Rolla, Caltech och Dartmouth College.